# Le Douhet
Le Douhet é uma comuna francesa na região administrativa da Nova Aquitânia, no departamento de Charente-Maritime. Estende-se por uma área de 18,35 km². Em 2010 a comuna tinha 721 habitantes (densidade: 39,3 hab./km²).